# والت ماكي
والت ماكي هو لاعب كرة قدم كندية كندي، ولد في 28 يونيو 1949.